# Michael Sabella
Michael "Mimi" Sabella (* 1910; † 1989) war ein Berufsverbrecher in der New Yorker Mafiafamilie Bonanno, eine der fünf führenden Banden in New York. Er hatte den Rang eines „Caporegime“, d. h. ihm unterstand eine Crew. Er war mit dem „Boss“ von Philadelphia Salvatore Sabella verwandt.

## Leben

### Frühe Jahre
Seine Eltern stammten aus Castellammare del Golfo in Sizilien. Er wurde in „Little Italy“, Manhattan geboren und war enger Verwandter von Dominick "Mimi" Sabella. Michael Sabella begann 1957 als „Soldati“ in der Bonanno-Familie unter der Führung des Bosses Joseph Bonanno. Er spielte und war als Kredithai tätig.
Vor dem familieninternen Bonannos-Krieg in den 1960er Jahren diente Sabella als „Soldati“ in der Crew des Castellammaresers Carmine Galante und später in der Crew von  Joe Notaro. Während des Konflikts zwischen Gaspar DiGregorio und der Bonanno-Anhängerschaft stand Sabella ursprünglich auf der Seite Bonannos. Die „Commission“, das oberste Exekutivorgan der US-Mafia, riet ihm aber die Seiten zu wechseln, was er dann auch tat.
Dafür wurde er zum Dank zum Capo befördert.
Sabella arbeitete eng mit Nicholas Marangello, Galantes Consigliere zusammen und wurde enger Vertrauter von Carmine Galante, der Mitte der 70er Jahre „Streetboss“ der Familie wurde.
Sabellas Crew gehörte zu den größten der Familie und machte Geld in New York und Florida.
Er hatte zwei Söhne:  Arthur Sabella, geboren 1957 und Steven Sabella, geboren 1966.

### Donnie Brasco
Näheres im Artikel Joseph Pistone
Das FBI schleuste den Beamten Joseph D. Pistone  in die Bonanno-Familie.
Pistone arbeitete zunächst unter dem Namen Donnie Brasco in Sabellas Crew, später in der Crew unter  Dominic „Sonny Black“ Napolitano. 1981 wurde Brascos Aktion abgebrochen und Pistone tauchte unter.
Angeblich soll Sabella Napolitano vor Brasco gewarnt haben, der die Warnung ignorierte, was ihn sein Leben kostete.

### Späte Jahre
Nachdem Carmine Galante 1979 ermordet worden war, wurde  Mike Sabella degradiert, da er zu seiner „Fraktion“ innerhalb der Familie gehört hatte.
Dominic „Sonny Black“ Napolitano hatte seinen Platz als Capo eingenommen und Sabella musste ihm als Soldati dienen. Napolitano wurde 1981 nach der Enttarnung Donnie Brascos von der Bonanno-Familie ermordet. 
1989 starb Sabella an Diabetes.

## Quelle
- americanmafia.com - 26 Mafia Cities: „Milwaukee, WI Mafia“.